# Johannes E. Rabe
Johannes Emil Rabe (* 4. August 1838 in Hamburg; † 24. August 1924 ebenda) war ein deutscher Heimatdichter.

## Leben
Rabe lebte in Bergedorf und betätigte sich als Herausgeber und Schriftsteller, vorwiegend in plattdeutscher Sprache. Er veröffentlichte unter anderem ab 1915 im Quickborn-Verlag mehrere Sammlungen von »Kasperschwänken« (nach eigenen Angaben zur Zerstreuung der im Ersten Weltkrieg eingesetzten Soldaten) und bewirkte damit eine Wiederbelebung des »Kasper«-Spiels. Auf Grund dessen wurde im Jahr 1949, 25 Jahre nach seinem Tod, der Johannes-Rabe-Stieg in Bergedorf nach ihm benannt.
2001 machte die Hamburger Forschungs- und Arbeitsstelle (FAS) »Erziehung nach/über Auschwitz« darauf aufmerksam, dass Rabes Veröffentlichungen antisemitische Passagen enthalten. So gibt es beispielsweise in dem Band Sünd ji all dor? Szenen, in denen Kasper einen Juden verhöhnt, der Geld von ihm zurückverlangt (»Obrohom, du hest mi ’n komische Nees’[…]«) und ihn zum Schluss erschlägt, wonach die Beseitigung der Leiche von Gesang »Schmeißt’n raus, den Juden Itzig, Juden Itzig…« begleitet wird. Matthias Heyl, damals Leiter der FAS, urteilte: »Johannes Rabe hat mit diesen von ihm verantworteten >Schwänken< zur Verbreitung antisemitischer Klischees beigetragen. Dass Rabe dies bereits im Ersten und nicht im Zweiten Weltkrieg getan hat, entlastet ihn nicht. Hier wurde der Judenmord gleichsam als Kinderspiel vorgeführt und eingeübt. Kaum mehr als zwanzig Jahre nach dem Erscheinen der Rabeschen Bücher wurde daraus in Deutschland blutiger Ernst. Leute wie Rabe gehören zu den Wegbereitern dieser Entwicklung.« Er forderte, die Straßenbenennung rückgängig zu machen. 2002 wurde der Johannes-Rabe-Stieg in Höperstieg (nach Höperfeld bzw. dem ehemaligen Dorf Hope) umbenannt.

## Werke (Auswahl)
- Von alten hamburgischen Speichern und ihren Leuten. Janssen, Hamburg 1913.
- Sünd ji all' dor? : Althamburgische Kasperszenen. Quickborn-Verlag, Hamburg 1915.
- Vivat Putschenelle! Quickborn-Verlag, Hamburg 1916.
- Von Kasper und Kasperdarstellern. In: Schleswig-Holsteinischer Kunstkalender, 1917, S. 19–22 (Digitalisat).
- Kasper Putschenelle. Historisches über die Handpuppen und althamburgische Kasperszenen. Quickborn-Verlag, Hamburg 1924.